# Rua de São Julião
A Rua de São Julião é uma rua da Baixa Pombalina da cidade de Lisboa, situada na freguesia de Santa Maria Maior, que tem o seu início na Rua da Padaria e término no Largo de São Julião. Era antigamente conhecida por Rua dos Aljibebes, sendo no entanto já referenciada no Pranto de Maria Parda de Gil Vicente como "rua de San Gião". Após o terramoto de 1755, no decreto de 5 de novembro de 1760 foi lhe dado oficialmente o nome de Rua de São Julião, ficando definidos os aljibebes (vendedores de roupa) como o ofício preponderante.